# Recife Open Internacional de Tenis
Recife Open Internacional de Tenis es un torneo profesional de tenis disputado en pistas duras que pertenece al ATP Challenger Tour y se juega desde 2011 en Recife, Brasil.

## Palmarés

### Individuales
| Año  | Campeón       | Finalista              | Resultado     |
| ---- | ------------- | ---------------------- | ------------- |
| 2011 | Ricardo Mello | Rogério Dutra da Silva | 7–6(7–5), 6–3 |

### Dobles
| Año  | Campeones                     | Finalistas                 | Resultado |
| ---- | ----------------------------- | -------------------------- | --------- |
| 2011 | Guido Andreozzi Marcel Felder | Rodrigo Grilli André Miele | 6–3, 6–3  |